# Left Behind (2014)
Left Behind is een Amerikaanse christelijke dramafilm uit 2014 onder regie van Vic Armstrong, met in de hoofdrol Nicolas Cage. De film is gebaseerd op het boek De laatste bazuin van Jerry B. Jenkins en Tim LaHaye.

## Plot
Piloot Rayford Steele en zijn dochter Chloe moeten zien te overleven wanneer alle christenen in de hemel worden opgenomen.

## Ontvangst
De film ontving erg slechte recensies. De film werd genomineerd voor drie Razzies maar verloor ze alle drie aan een andere christelijke film, Saving Christmas.

## Rolverdeling
- Nicolas Cage - Rayford Steele
- Chad Michael Murray - Cameron "Buck" Williams
- Cassi Thomson - Chloe Steele
- Nicky Whelan - Hattie Durham
- Jordin Sparks - Shasta Carvell
- Lea Thompson - Irene Steele
- Martin Klebba - Melvin Weir